# Allerslev Skole
Allerslev skole er en folkeskole i Lejre kommune på Midtsjælland med tilknytet SFO. Skolen har godt 600 elever fordelt på tre spor og beskæftiger ca. 50 lærere og 20 pædagoger. Elevtallet steg noget i 2012, da skolen blev lagt sammen med den hidtidige Glim Skole.

## Historie
Der har været skole i Allerslev siden 1762. Den første skole var degneboligen på Gammel Byvej 7, hvor der var skole fra 1762 til 1872. I 1872 blev den første egentlige skole etableret i landsbyen. Omkring 1912 blev der etableret en gymnastiksal til skolen. I ca. 1917 blev der bygget en ny skolebygning på Lejrevej 15A, og i 1938 og 1954 blev denne udvidet med de nuværende gule bygninger. Disse bygninger omtales i dag som "Allerslev gamle skole"  og omdannedes i slutningen af 2010'erne til bofælleskabet Krake.
I 1980 blev den ældste del af de nuværende skolebygninger på Bispegårdsvej med faglokaler, klasseværelser for de ældste elever og lærerværelse taget i brug. I 1988 fulgte fløjen med klasseværelser til de yngste elever, og samtidig ophørte undervisningen på Allerslev gamle skole på Lejrevej 15A. I 2003 blev skolen udbygget, så de tre yngste klassetrin fik deres egen fløj, og efter sammenlægningen af Glim Skole og Allerslev Skole i 2012 åbnede en ny indskolingsfløj, hvor 2. og 3. klasse har klasseværelser.
Allerslev Skole er omtalt i værket Dansk Skolehistorie som et eksempel på de diskussioner om skolenedlæggelser og organisering i større enheder, der fulgte i kølvandet på kommunalreformen i 2007. Da Bramsnæs, Hvalsø og Lejre Kommune ved kommunalreformen blev lagt sammen til den nye Lejre Kommune, skulle nogle skoler lægges sammen, mens andre kunne se frem til betydelige nedskæringer, da politikerne havde udmeldt, at der skulle findes 9,1 mio. kr. på børne- og ungdomsområdet, for at skatteprocenten kunne holdes i ro. Det førte til, at skolebestyrelsesformanden på Allerslev Skole forsøgte at finde et fælles fodslag med sine kollegaer på Hvalsø Skole og Kirke Sonnerup Skole.

## Elevgrundlag
Allerslev Skole ligger i et relativt velhavende skoledistrikt. Med en gennemsnitlig disponibel indkomst for skolens forældre på 630.000 kr. i 2018 lå skolen et stykke over det danske gennemsnit og havde den højeste forældreindkomst af alle de syv skoler i Lejre Kommune.